# Bồn cầu

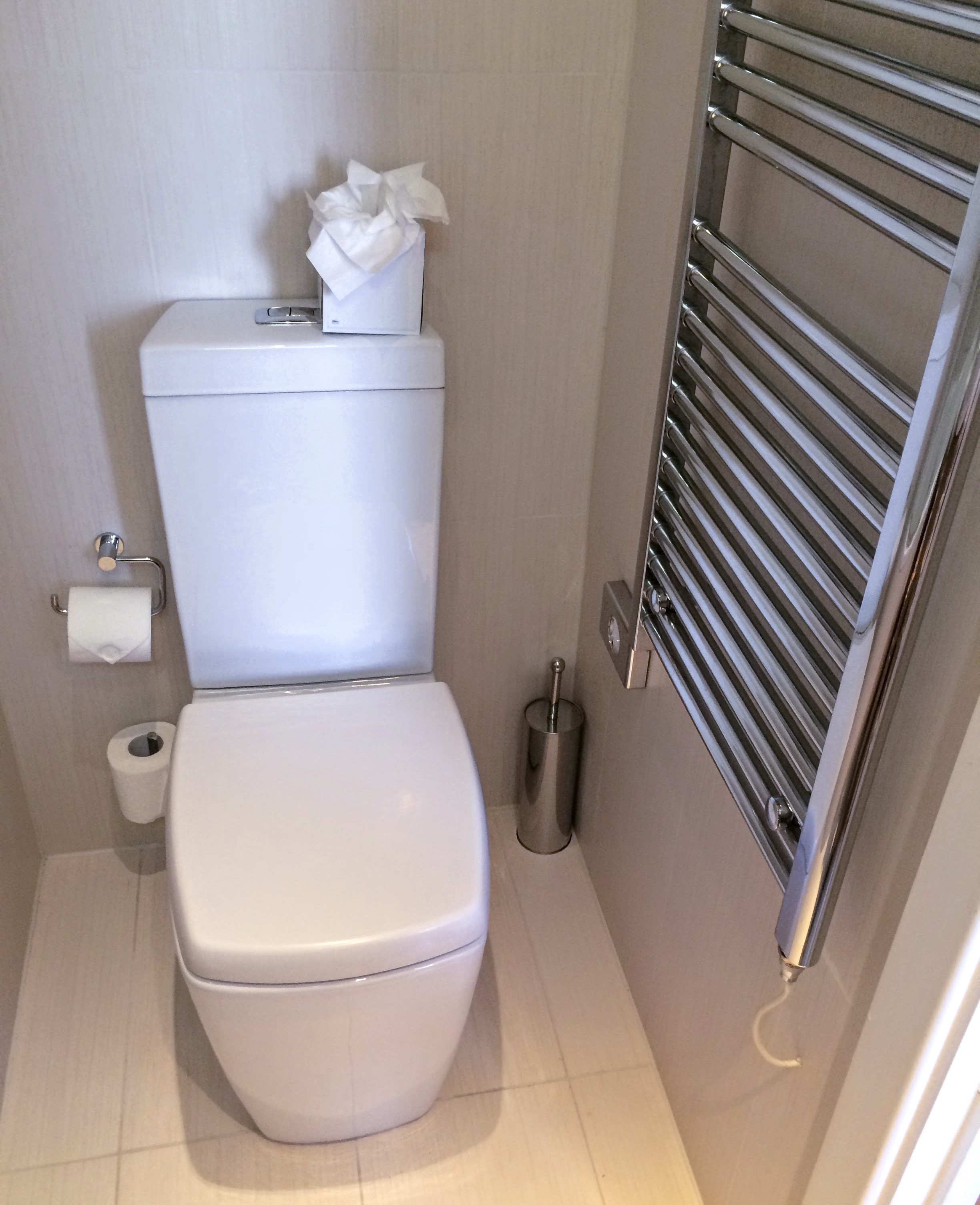
Bồn vệ sinh theo kiểu phương Tây.

Bồn cầu (tiếng Anh: toilet) là một phần của thiết bị cứng được sử dụng để thu thập hoặc xử lý chất thải bài tiết của con người, nói cách khác là "thiết bị vệ sinh với bề mặt cho phép người sử dụng để tiểu tiện và đại tiện an toàn và thuận tiện". Thiết bị này có thể có hoặc không có nước xả (bồn cầu xả nước hoặc bồn cầu khô). Chúng có thể được thiết lập cho một tư thế ngồi hoặc cho một tư thế ngồi xổm (xí xổm). Bồn cầu xả nước thường được kết nối với hệ thống thoát nước ở khu vực thành thị và bể tự hoại ở khu vực cách ly. Bồn cầu khô được kết nối với một hố, thùng chứa di động, buồng ủ hoặc thiết bị lưu trữ và xử lý khác. Ngoài ra cấu tạo bồn có thể làm từ các vật liệu như gốm (sứ), bê tông, nhựa hoặc gỗ.
Tại nhà riêng, bồn cầu, bồn rửa tay, bồn tắm hoặc vòi hoa sen có thể ở trong cùng một phòng. Một lựa chọn khác là có một phòng để vệ sinh cơ thẻ (phòng tắm) và một phòng khác làm nhà vệ sinh và bồn rửa tay (phòng vệ sinh). Nhà vệ sinh công cộng bao gồm một hoặc nhiều nhà vệ sinh (và thường là bồn tiểu) có sẵn cho công chúng sử dụng. Nhà vệ sinh di động hoặc các buồng vệ sinh sau đó được xử lý hóa học (chemical toilet) được sử dụng cho các địa điểm tập trung đông người hay tạm thời.
Nhiều hộ nghèo ở các nước đang phát triển sử dụng nhà vệ sinh rất cơ bản và thường không hợp vệ sinh, ví dụ như hố xí đơn giản và chỗ đi vệ sinh thường được đặt bên ngoài nhà. Trên toàn cầu, gần một tỷ người không có nhà vệ sinh và buộc phải đi vệ sinh lộ thiên (đặc biệt là ở Ấn Độ).
Các bệnh lây truyền qua đường chân tay miệng hoặc qua chất thải bài tiết như dịch tả và tiêu chảy, có thể lây lan từ vấn đề đi vệ sinh lộ thiên. Chúng cũng có thể lây lan từ các nhà vệ sinh không an toàn gây ô nhiễm nước mặt hoặc nước ngầm. Trong lịch sử, vệ sinh là mối quan tâm từ các giai đoạn đầu tiên của các khu định cư của con người. Mục tiêu phát triển bền vững số 6 của Liên Hợp Quốc kêu gọi "Vệ sinh và cải thiện điều kiện vệ sinh đầy đủ và công bằng cho tất cả mọi người và chấm dứt đi vệ sinh lộ thiên vào năm 2030". Theo cách này, mẫu bồn cầu đầu tiên sử dụng vật liệu đàn hồi và có độ nhớt (Viscoelastic) đã được phát triển mà hầu như không có ma sát.

## Lịch sử

### Thời cổ đại

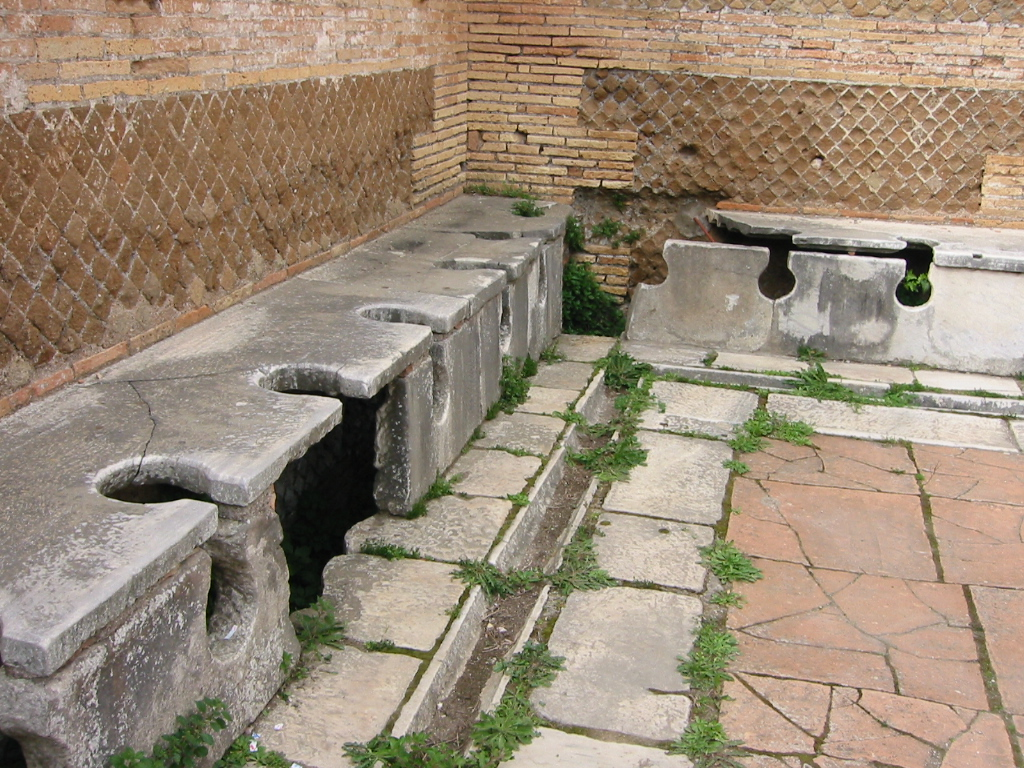
Nhà vệ sinh công cộng của đế chế La Mã, Ostia Antica.

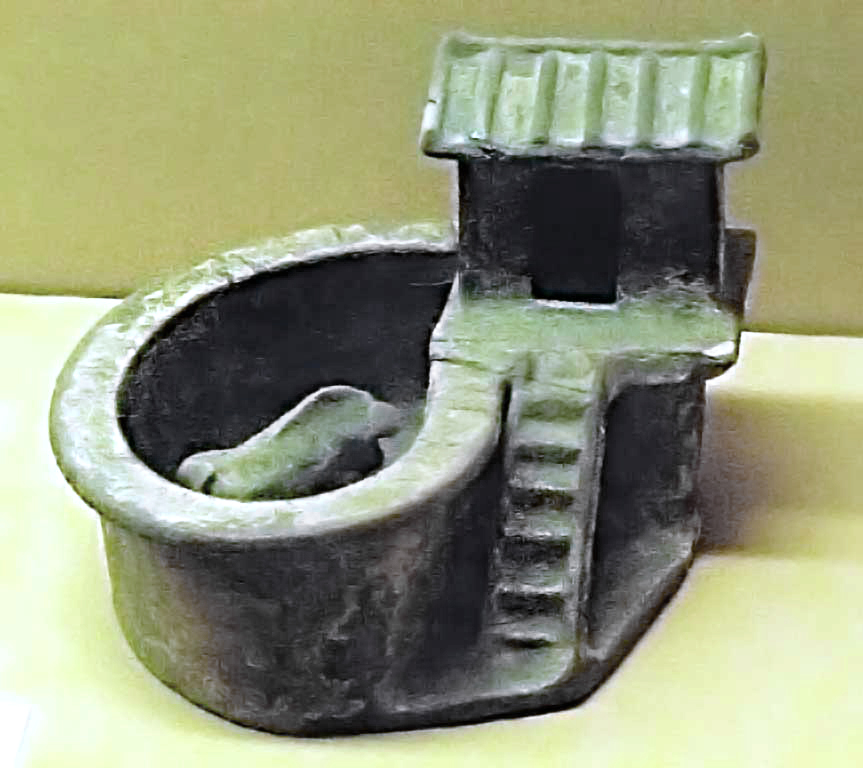
Mô hình nhà vệ sinh nối với chuồng lợn, Trung Quốc, triều đại Đông Hán 25 - 220 sau công nguyên.

Thiên niên kỷ thứ 4 trước Công nguyên đã chứng kiến sự phát minh ra các ống bằng đẩt nung, cống rãnh và khu vệ sinh tại Mesopotamia, với thành phố Uruk ngày nay trưng bày hố vệ sinh nội bộ được biết đến sớm nhất, từ khoảng 3200 trước Công nguyên.
Ngôi làng thời kỳ đồ đá mới Skara Brae có các ví dụ mẫu các phòng nhỏ bên trong qua một cống chung, thay vì sử dụng hố.
Nền văn minh lưu vực sông Ấn ở tây bắc Ấn Độ và Pakistan là nơi có hệ thống vệ sinh đô thị đầu tiên được biết đến trên thế giới. Tại Mohenjo-Daro (khoảng năm 2800 trước Công nguyên), nhà vệ sinh được xây cạnh các bức tường bên ngoài của ngôi nhà. Những nhà vệ sinh này có máng thẳng đứng, qua đó chất thải được xử lý thành rác thải hoặc cống rãnh đường phố. Một ví dụ điển hình khác là thành phố Indus của Lothal (khoảng năm 2350 trước Công nguyên). Ở Lothal, tất cả các ngôi nhà đều có nhà vệ sinh riêng được kết nối với mạng lưới cống được xây dựng bằng gạch được tổ chức cùng với một loại vữa làm từ thạch cao được đổ vào các vùng nước xung quanh hoặc thay vào đó là các chất thải, phần sau thường được đổ bỏ và làm sạch.
Nền văn minh lưu vực sông Ấn cũng có nhà vệ sinh xử lý nước thải đã sử dụng nước chảy trong mỗi ngôi nhà được liên kết với các cống được phủ bằng gạch đất sét nung. Dòng chảy đã loại bỏ chất thải của con người. Tại đây có một mạng lưới cống được xây dựng dưới những đường phố hình dạng lưới.
Các nhà vệ sinh rất sớm khác sử dụng nước chảy để loại bỏ chất thải được tìm thấy tại Skara Brae ở Orkney, Scotland, nơi bị chiếm đóng từ khoảng 3100 trước Công nguyên cho đến 2500 trước Công nguyên. Một số ngôi nhà ở đó có một cống thoát nước bên dưới chúng, và một số trong số đó có một hình khối trên cống. Vào khoảng thế kỷ 18 trước Công nguyên, nhà vệ sinh bắt đầu xuất hiện ở nền văn minh Minos, Ai Cập cổ đại và Ba Tư cổ đại.
Vào năm 2012, các nhà khảo cổ đã tìm thấy nơi được cho là nhà xí sớm nhất của Đông Nam Á trong quá trình khai quật một ngôi làng thuộc di tích khảo cổ học Rạch Núi, miền nam Việt Nam. Cầu tiêu, có từ năm 1500 trước Công nguyên, đem lại manh mối quan trọng về xã hội Đông Nam Á thời kỳ đầu.
Hơn 30 mẫu phân hóa thạch (coprolite), chứa cá và xương động vật bị vỡ, đã cung cấp thông tin về chế độ ăn uống của người và chó và về các loại ký sinh trùng từng phải đối mặt.
Trong nền văn minh La Mã, nhà vệ sinh sử dụng nước chảy đôi khi là một phần của nhà tắm công cộng. Nhà vệ sinh La Mã, giống như những nhà vệ sinh trong hình, thường được cho là đã được sử dụng ở vị trí ngồi. Các nhà vệ sinh La Mã có lẽ đã được nâng lên để nâng chúng lên trên các cống mở được định kỳ "xả" bằng nước chảy, thay vì nâng lên để ngồi. Người La Mã và Hy Lạp cũng sử dụng những chiếc bình trong buồng mà họ mang đến bữa ăn và những buổi uống rượu.
Johan J. Mattelaer nói: "Pliny the Elder đã mô tả làm thế nào có những thùng chứa lớn trên đường phố tại tRome và Pompeii trong đó các chậu nước tiểu được dọn sạch. Nước tiểu sau đó được những người thợ chuội và hồ vải lấy về." (Hồ vải là một bước quan trọng trong sản xuất dệt may)
Thời nhà Hán ở Trung Quốc từ hai ngàn năm trước đã sử dụng nhà tiêu kết hợp chuồng lợn.

### Lịch sử cận đại

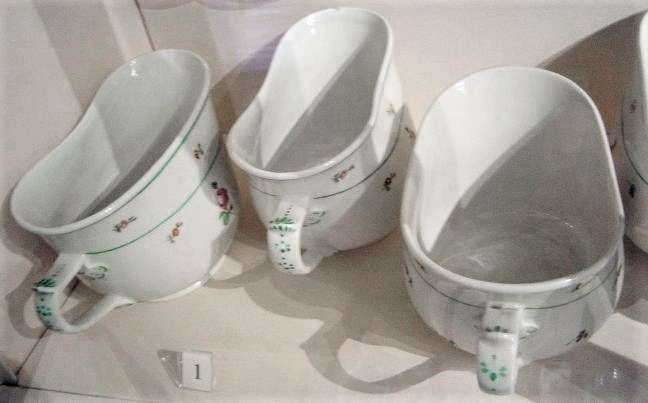
Bô đi vệ sinh Bourdaloue trong Hoàng gia nước Áo.

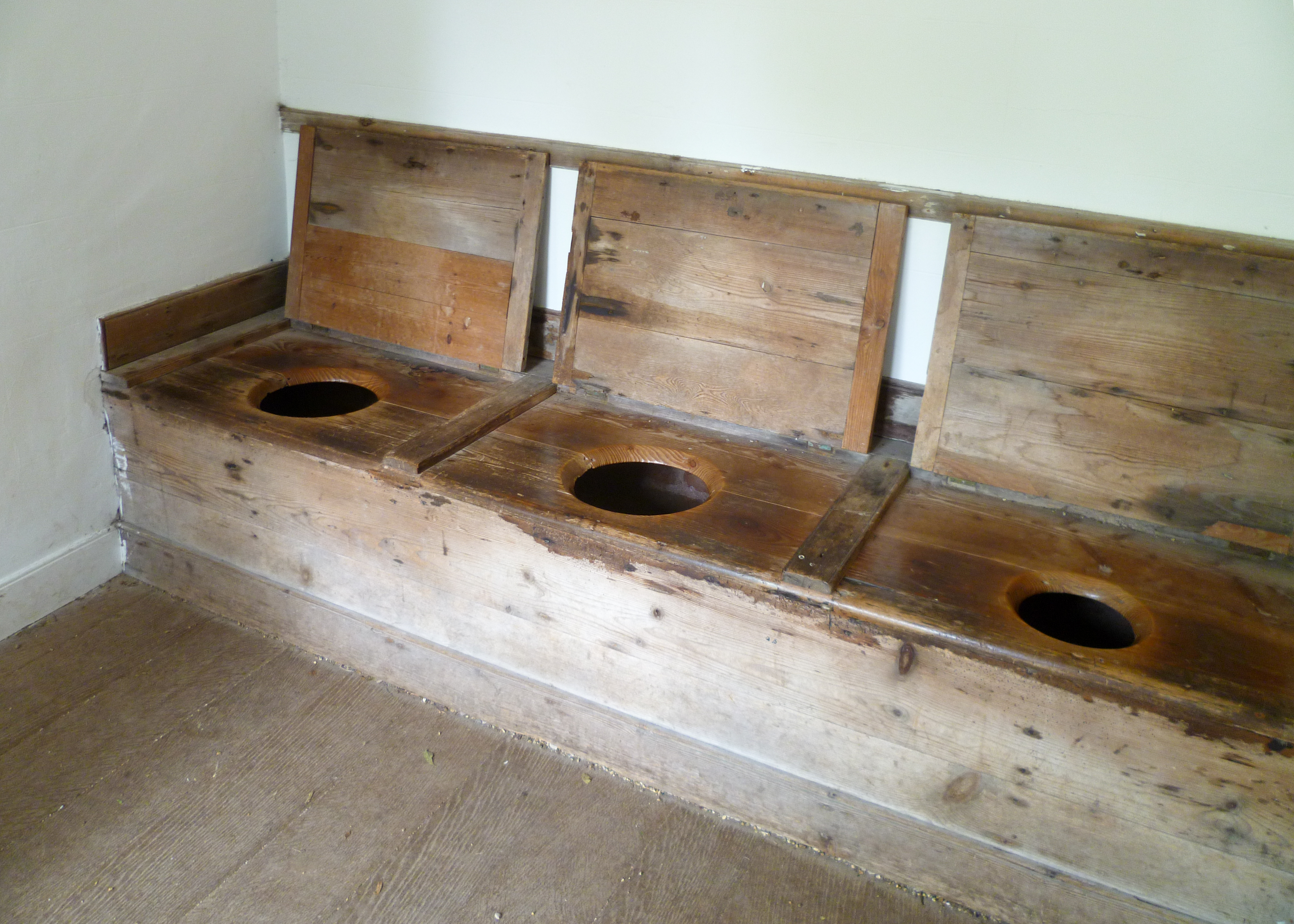
Ba cầu tiêu đi vệ sinh riêng tại Anh đầu thế kỷ 18.

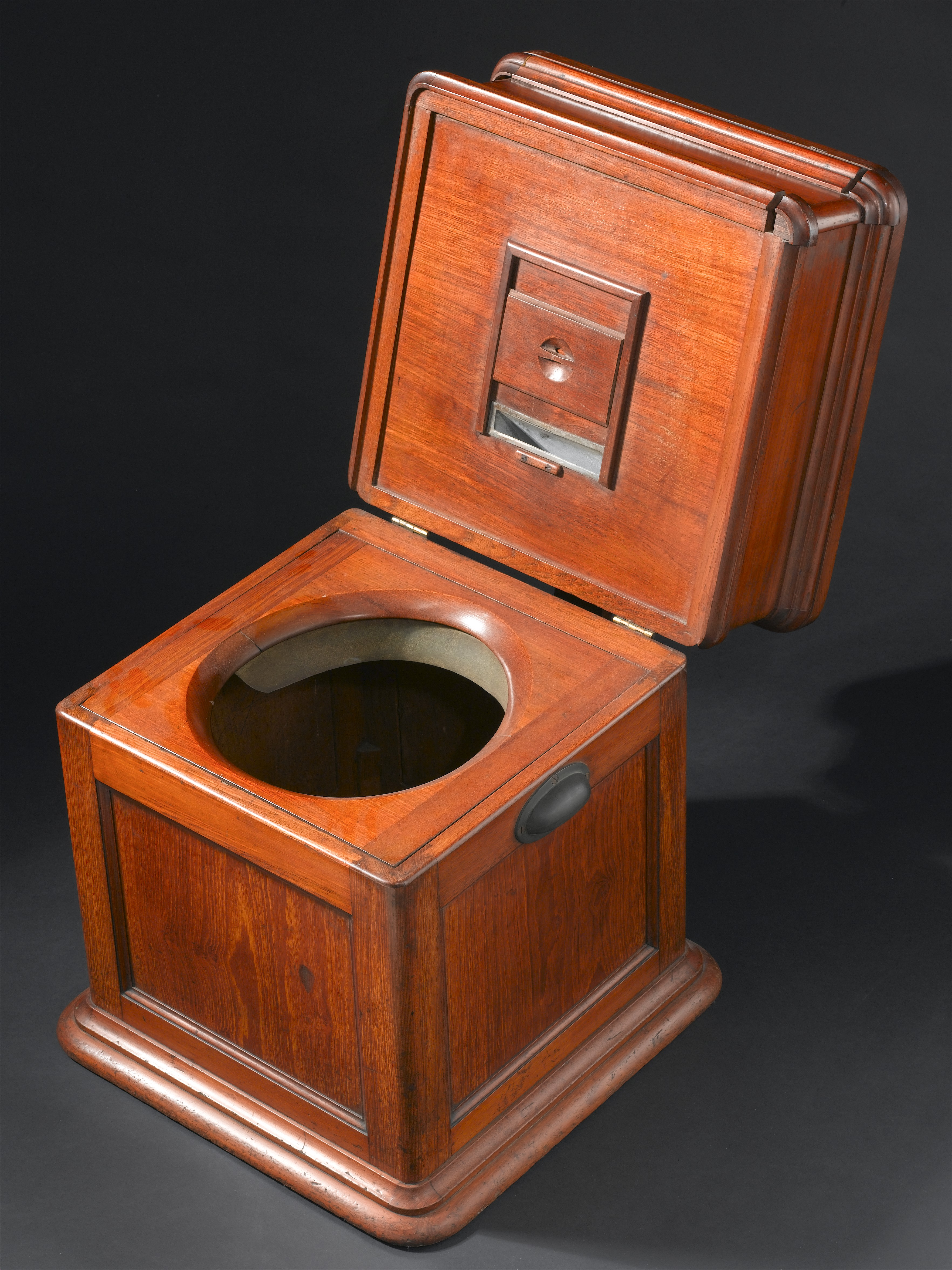
Bồn cầu di động "thunderbox" thế kỷ 19, hình ghế làm bằng gỗ nặng có nắp đóng.

Đến thời kỳ Cận đại, các loại bô đi vệ sinh thường được làm bằng sứ hoặc đồng và có thể được trang trí cầu kỳ. Sau khi sử dụng được đổ vào máng xối của con đường gần nhà nhất.
Ở Đan Mạch thời Cận đại, người ta thường đi đại tiện trên đất nông nghiệp hoặc những nơi khác, chất thải của con người có thể được thu gom dưới dạng phân bón. Ngôn ngữ Old Norse có một số thuật ngữ để đề cập đến phần phụ của ngôi nhà, bao gồm garðhús (nhà kho), náð-/náða-hús (nhà để nghỉ ngơi), and annat hús (nhà khác). Nói chung, nhà vệ sinh là chức năng không tồn tại ở nông thôn Đan Mạch cho đến thế kỷ 18.
Đến thế kỷ 16, các quán rượu và nhà máy ngày càng đào đất sâu xuống gần các ngôi nhà ở châu Âu làm một phương tiện thu gom rác thải, khi dân số đô thị tăng lên và máng xối đường phố bị tắc nghẽn với khối lượng chất thải của con người lớn hơn. Mưa không còn đủ để rửa trôi chất thải từ máng xối. Một đường ống nối nhà xí với hầm cầu, và thỉnh thoảng có một lượng nhỏ nước rửa trôi chất thải. Các hầm cầu được các thương nhân,vệ sinh, được gọi trong tiếng Anh là "gong farmer" (người rung kẻng), đã bơm các chất thải lỏng ra, sau đó xúc chất thải rắn ra và thu gom trong đêm. Chất thải rắn này, được gọi là phân chuồng, được bán làm phân bón cho sản xuất nông nghiệp (tương tự như cách tiếp cận khép kín của mô hình vệ sinh sinh thái).
Khu vệ sinh trong các tòa nhà thời Trung Cổ được thay thế bằng "privy midden" và buồng đi vệ sinh (pail closet) ở Châu Âu thời kỳ tiền công nghiệp.
Đầu thế kỷ 19, các quan chức nhà nước và các chuyên gia vệ sinh công cộng đã nghiên cứu và tranh luận về vệ sinh trong vài thập kỷ. Việc xây dựng một mạng lưới đường ống ngầm để xử lý chất thải rắn và lỏng chỉ mới được bắt đầu vào giữa thế kỷ 19, dần dần thay thế hệ thống hầm cầu, mặc dù các bến tàu vẫn được sử dụng ở một số khu vực của Paris vào thế kỷ 20. Ngay cả London, vào thời điểm đó, thành phố lớn nhất thế giới, vệ sinh trong nhà không xuất hiện trong các điều lệ về xây dựng cho đến sau Chiến tranh thế giới thứ nhất.

Bồn vệ sinh có xả nước (water closet) có từ thời kỳ Tudor bắt đầu xuất hiện với hình dạng gồm một bể chứa trên cao, uốn cong, ống đất và van vào khoảng năm 1770. Đây là tác phẩm của Alexander Cumming và Joseph Bramah. Cầu tiêu giật nước chỉ bắt đầu được di chuyển từ ngoài vào trong nhà vào khoảng năm 1850.
Buồng vệ sinh xả nước tách rời bắt đầu được xây dựng thành những ngôi nhà trung lưu vào những năm 1860 và 1870, trước hết là tại tầng có phòng ngủ chính và trong những ngôi nhà lớn hơn là chỗ ở của người giúp việc vào năm 1900, một cái nữa ở hành lang. Một nhà vệ sinh cũng sẽ được đặt bên ngoài cửa sau của nhà bếp để những người làm vườn và các người làm bên ngoài khác như trông ngựa sử dụng. Tốc độ phổ biển mô hình rất đa dạng, do đó, vào năm 1906, thị trấn chủ yếu là tầng lớp lao động Rochdale có 750 buồng vệ sinh xả nước cho dân số 10.000 người.
Nhà của những người lao động chuyển đổi từ ngôi nhà tranh nông thông lên các dãy nhà quay lưng sát nhau trên thành thị với những dãy nhà vệ sinh bên ngoài, đến khu nhà có bậc của những năm 1880 với chỗ rửa và nhà vệ sinh độc lập bên ngoài. Đó là báo cáo của Tudor Walters năm 1918 khuyến cáo rằng những người lao động bán lành nghề nên được ở trong các ngôi nhà ngoại ô có bếp và nhà vệ sinh nội bộ. Theo tiêu chuẩn thịnh và suy của các tầng trong nhà được khuyến nghị trong các tiêu chuẩn và điều lệ xây dựng, phòng tắm với buồng vệ sinh xả nước và sau đó buồng vệ sinh cấp thấp được chú trọng hơn trong nhà.
Trước khi bồn cầu trong nhà được biết đến, người ta thường sử dụng bô đi tiểu để dưới giường mỗi người vào ban đêm và sau đó đem đi đổ bỏ vào buổi sáng. Vào thời kỳ Victoria của Anh, những người hầu gái tại nước Anh sẽ thu dọn tất cả bô đi vệ sinh trong gia đình và mang chúng đến một căn phòng được gọi là "housemaids' cupboard". Phòng này có "bồn xối nước", được làm bằng gỗ với lớp lót chì để chống sứt mẻ loại bô bằng sứ để rửa "đồ dùng trong phòng ngủ" hoặc "dụng cụ buồng". Khi những thiết bị bồn cầu bơm và xả nước được trang bị trong các ngôi nhà ở Anh, người hầu đôi khi phải dùng nhà vệ sinh riêng ở tầng dưới, tách biệt với nhà vệ sinh gia đình.
Công việc dọn dẹp bô cho người khác, còn gọi "slopping out" hay đổ chất thải của người bằng tay khi các xà lim nhà tù được mở khóa vào buổi sáng, tiếp tục trong các nhà tù của Anh cho đến gần đây là năm 2014 và vẫn được sử dụng trong 85 phòng giam tại Cộng hòa Ireland vào tháng 7 năm 2017.
Ngoài những ngoại lệ hiếm hoi, bô champer pot không còn được sử dụng. Những đồ dùng hiện đại liên quan như bộ vịt/bô bẹt (bedpan) cho bệnh nhân và ghế tiểu tiện, được sử dụng trong bệnh viện và nhà của thương binh.

#### Thiết bị vệ sinh công nghệ cao
Thiết bị bồn cầu "công nghệ cao", có thể thấy tại các quốc gia như Nhật Bản, bao gồm các tính năng như cơ chế xả nước tự động; vòi xịt rửa hoặc "vòi rửa phía dưới"; các máy sấy khô tay,hoặc âm thanh xả nhân tạo để che giấu tiếng ồn.
Những thiết bị khác bao gồm các tính năng theo dõi y tế như phân tích nước tiểu và phân và kiểm tra huyết áp, nhiệt độ và lượng đường trong máu. Một số nhà vệ sinh có hoạt động nắp tự động, ghế có sưởi, quạt khử mùi, hoặc tự động thay thế giấy vệ sinh-bọc bàn ngồi của bồn cầu.
Bồn tiểu tương tác đã được phát triển ở một số quốc gia, cho phép người dùng chơi trò chơi video. "Toylet", được sản xuất bởi Sega, sử dụng cảm biến áp suất để phát hiện dòng nước tiểu và chuyển nó thành hành động trên màn hình.
Các phi hành gia trên Trạm vũ trụ quốc tế sử dụng một nhà vệ sinh không gian với nước tiểu có thể thu hồi lại thành nước uống.